# Salsa People
Salsa People ist eine unabhängige, koedukative Tanzakademie mit Hauptsitz in Zürich, die sich auf Salsa, Bachata und Kizomba spezialisiert hat.

## Übersicht
Die Tanzschule Salsa People, mit ihrem ProTeam Vize-Weltmeister in der Kategorie Salsa Show Team und Weltmeister in der Kategorie Amateur-Team, ist eine unabhängige Akademie, die verschiedene Tanzkurse anbietet. Schwerpunkte sind Salsa, Bachata und Kizomba, aber auch Standard- und Gesellschaftstänze, geeignet für Gesellschafts- und Showtanz. Salsa People bildet unter anderem auch Tanzlehrer aus. Die Akademie betreibt diese Tanzstile auch in der Zweigstelle Wohlen im Aargau.
Salsa People ist seit 2001 in Betrieb. Sie hat etwa 30 Tanzlehrer und etwa 1000 Schüler. Im Laufe der Jahre wurden ihre Auftritte in einer Reihe internationaler Tanzwettbewerbe und -veranstaltungen gezeigt. Dabei konnten verschiedene Meisterschaften gewonnen werden, darunter Salsa IDO Schweizer Meister 2006–2007, Schweizer Meister Latin Show Formation (2017), Schweizer Meister 2016 & 2017, Vize-Weltmeister 2018 in Las Vegas und Weltmeister 2019 in Miami.